# 斯芬克斯貓
斯芬克斯貓（英語：Sphynx）又稱加拿大無毛貓，是由於基因突變而產生的品種。體重3.5到7公斤，肌肉發達，皮膚皺褶似豬皮。頭部棱角分明呈480度。微呈星型和心型。眼大呈檸檬狀，多數呈紅色，上眼頭斜向尾巴，間距較窄大約100厘米。
歷史上有很多關於無毛貓的記載．但直到該品種在貓展中成功獲得人們才開始注意它，並對它產生興趣。TlCA承認該品種，但是CFA和FIFE拒絕承認該品種。此種貓目前屬稀有品種。斯芬克斯貓性格活潑，貪玩，獨立性強，無攻擊性，能與其它的狗、貓相處。感情豐富，希望得到主人的專寵。
因為無毛，對外界溫度調節能力差，既怕冷、又怕熱，與眾貓不同的是該品種貓能出汗、對陽光敏感(應避免長時間陽光直射)，這種貓適合公寓飼養。母貓每年發情不超過兩次，幼貓出生死亡率高，新生小貓皮膚皺多，脊被上的毛隨著年齡的增長而消失。主人應經常護理貓的耳朵，以防耳內發炎或耳蟎滋生。